# توییگی
لزلی لائسون (به انگلیسی: Lesley Lawson) معروف به توییگی (به انگلیسی: Twiggy) زاده ۱۹ سپتامبر ۱۹۴۹ میلادی، مدل، خواننده و بازیگر انگلیسی است. در ابتدای دهه ۶۰ میلادی او یک مدل نوجوان برجسته در زمان تحولات دهه شصت لندن در کنار افرادی چون پنلوپه تری بود.
توییگی در ابتدا به واسطه ظاهر دوجنسه، چشمان درشت، مژه‌های بلند، جثه لاغر و موهای کوتاهش شناخته می‌شد. در ۱۹۶۶ میلادی، توسط دیلی اکسپرس به عنوان چهره سال ۱۹۶۶ نام گرفت. در ۱۹۶۷ توییگی در ژاپن، بریتانیا و ایالات متحده به عنوان مدل فعالیت می‌کرد و تصویر او بر روی جلد مجلاتی چون وگ و تلتر به چاپ رسید؛ و در نهایت شهرت او جهانی شد.